# Волшебный маг
«Волшебный маг» или «Необычайный маг» (исп. El mágico prodigioso) — драма испанского драматурга Педро Кальдерона де ла Барки, написанная в 1637 году. Её сюжет основан на легенде о Киприане, похожей на историю доктора Фауста. «Волшебный маг» стал одной из самых известных пьес Кальдерона. Его переводил Перси Биши Шелли, ею интересовался Иоганн Вольфганг Гёте.
Действие пьесы происходит в III веке до н. э. в городе Антиохия. Киприана обычно связывают с Антиохией Писидийской, но Кальдерон имеет в виду скорее Антиохию-на-Оронте.